# Tabán (Esztergom)
A Tabán Esztergom egyik városrésze, a királyi várostól délnyugatra. A huszadik században ez volt a város déli pereme.

## Nevének eredete
A „Tabán” szó oszmán-török jövevényszó, és alsó- vagy külvárost jelent.
Egy másik elmélet szerint a tímárok és a vargák cserzőtelepét nevezték Debaghánenak, vagy Tabakháne-nak. A nagyszámú rác lakosság ezt Tabahannak hívta, ami később Tabánra egyszerűsödött a magyar lakosság körében.

## Története
A török kiűzése után népesült be a király város környéke az 1760-as évekre. Ezeket a területeket először fertályakra osztották, amelyeket a fertálymesterek, vagy negyedészek irányítottak. A negyedek idővel önálló városrészi neveket kaptak. Így jöttek létre Terézváros (Mai Hősök tere környéke), Józsefváros (Mai Ady Endre utca környéke), Ferencváros (mai Kerektemplom környéke) és Tabán. A nevek azt is jelzik, hogy melyik uralkodó alatt épült ki teljesen az a városrész. Esztergom 1777-es felmérésekor az Eperjessy István által készített térképen Tabán Suburbium de Acervis (a szérűk melletti külváros) néven szerepelt. A Kis-Duna mellett húzódó, mindössze öt-hat utcából álló külvárost mellőzött, nagycsaládos szegények lakták, és nagyrészt 40-90 négyszögöles, közös udvarú kis paraszti porták alkották. Sok varga és tímár telepedett le a vízpart mellé. A Tabán északi határát az Árok utca jelentette, amelynek páratlan oldala a királyi városhoz tartozott, másik fele pedig Tabánhoz. Ez volt a Suburbium de acervis. Az utca egykor védelmi sáncot biztosított a török elleni háborúkban. Vonalát kőfallal erősítették meg, melyen városkapuk és bástyák voltak felállítva. Maradványai a Deák Ferenc utca sarkánál máig láthatók. A terület a vízszint alatt feküdt, így állandó probléma volt a leülepedett hordalék eltakarítása. A talajvíz elvezetésének hiánya állandó közegészségügyi problémákat okozott. A hegyekből érkező esővíz nem tudott a Dunába folyni, ezért a településrészen állt meg az iszapos víz. 1883. január 4. és 12. között árvíz pusztított az Alsó-Tabánban. 240 ember vált hajléktalanná.
Ez volt a Városmajor, itt gazdálkodott a szabad királyi város birtokossága, itt tartották állataikat. A terület silány talajminősége miatt itt volt a legkisebb a termelési érték a városban. Tabánt a városvezetés 1920 után sokáig teljesen elhanyagolta. Bár lakosságának száma nem haladta meg Pilisszentlélekét, de a zsúfolt lakásviszonyok és a rossz életkörülmények a gümőkór veszélyét hordozták magukban, ezért 20 millió korona költséggel a királyi város kitisztíttatta az Árok utca csatornáját, hogy vizét a Dunába tudják vezetni. Később Városmajort áttelepítették a mai Sugár út környékére, és a területét bérbe adták. A királyi város közelségének köszönhető, hogy az iparosok kezdtek megtelepedni a környéken. Ekkor nyílt meg az ócskavas telep, fűrésztelep és a deszkakereskedés.
A második világháború alatt hónapokig itt húzódott a frontvonal, Tabánt többször érte bombatámadás, a németek és az oroszok egyaránt fosztogattak. Nagy volt az éhínség, és sok helyit málenkij robotra vittek. A világháború után megalakult a Földigénylő Bizottság azzal a céllal, hogy a 363 családot földhöz segítse, azonban csak öt család igényelt új földet. Itt lakott a város első kommunista polgármestere is, Mikler Ferenc. Iskolát, napközi otthont későn, csak az 1940-es években építettek. 
Tabán helyzete viszonylag gyorsan javult a vállalkozók és iparosok letelepedésével. 2002-ben az Árok utca teljesen megújult, ma egyike a város legszebb utcáinak. Folytatásaként megépült a Prímás-szigetre és a Mária Valéria hídhoz vezető Tabán híd, amelyet 2007-ben az Árpád-házi Szent Erzsébet emlékév alkalmából Szent Erzsébet hídra neveztek át. Ma a Kis-Duna parton álló egykori gyárépületek bontásra várnak, helyükre lakóparkot tervez az önkormányzat.